# Effekter av cannabis
Effekter av cannabis kan delas upp i kortsiktiga och långsiktiga effekter.

## Kortsiktiga effekter

### Ruseffekter
Ruseffekterna av cannabis består i bland annat selektiva störningar av kognitiva funktioner såsom minne, inlärning, motorisk förmåga, reaktionstid och uppmärksamhet. Dessa störningar hör dock ihop med ruset i sig.
I ett dubbelblindtest med engångsdoserna 7,5 respektive 15 milligram rent THC intravenöst (en väsentlig skillnad mot sedvanlig administration) på frivilliga testpersoner som inte var regelbundna cannabisanvändare uppgav försökspersonerna att de var mest berusade efter 2 timmar. Ruset varade oftast längre med deltagare som uppgav att de var påverkade upp till 8 timmar. Ett minnestest visade en mätbart försämrad förmåga till inlärning under betydligt längre tid, dock inte efter 24 timmar vid den lägre dosen respektive 48 timmar vid den högre dosen. Vid den högre dosen förlorades förmågan att lära sig nya fakta, namn och dylikt näst intill fullständigt under 6 timmar. Under flera uppgifter märktes en tendens att göra saker snabbt med fler fel, vilket tolkades som en högre benägenenhet att ta risker. Notera att denna studie gällde ren THC, naturligt cannabis innehåller även andra substanser.
I samband med ett annat dubbelblindtest på frivilliga, som alla hade erfarenhet av tidigare cannabiskonsumtion, konstaterades att ruseffekten av en joint (stor som cirka två cigaretter) som innehöll endast medicinsk marijuana med extremt hög halt THC (23,12%) kan sitta i mer än 8 timmar.  Vid en jämförelse mellan tester av reaktionstid och försökspersonernas upplevelse av ruset konstaterades att försökspersonerna rapporterade sig som återställda efter omkring fem timmar. Vid den tidpunkten var THC nivån i serum låg men reaktionstiden i tester försämrad. Resultatet tolkades som att skillnaden i när cannabiskonsumenter upplever att de når grundnivån och faktiskt gör det kan bidra till att personen röker igen innan personen är helt återställd. Upprepat bruk under dagen kan leda till en ackumulation av THC i kroppen.
I en studie mätte man effekten av flitigt bruk av marijuana följt av 4 veckors totalt uppehåll. Där konstaterades en mätbar försämring av vissa kognitiva förmågor även efter 28 dagars uppehåll. Effekten ökade med ökad dos.
Somliga institutioner hävdar att vanliga biverkningar inkluderar ångest, panikkänslor och förföljelsemani och är något som sägs vara speciellt vanligt hos nya brukare. Huruvida cannabis i sig skapar dessa känslor är dock omstritt, vissa anser att dessa känslor istället kan vara sammankopplade med drogens illegala status, och att en rädsla för att bli fasttagen kan driva på ångest och liknande känslor.[källa behövs]

### Hormoner
Delta-9-tetrahydrocannabinol ökar i likhet med alkohol utsöndring och upptag av dopamin i pannlobens yta. På samma ställe har man uppmätt höga statiska halter av dopamin hos schizofrena, man har även sett förhöjda halter av anandamid, en kroppsegen cannabinoid.
Marijuana hämmar bland annat utsöndringen av vasopressin och oxytocin från neurohypofysen. Cannabis hämmar utsöndringen av hormoner som bildas i adenohypofysen, nämligen prolaktin, TSH, gonadotropin, och tillväxthormon. Det är möjligt att cannabis verkar direkt på hypofysen, vilket det saknas belägg för. Däremot har det visat sig att cannabis verkar på hypotalamus. Hypotalamus bildar hormoner som frisätter andra hormoner i adenohypofysen, vilket är den troligaste förklaringen till de endokrina reaktionerna på cannabis. Påverkan på hypotalamus innebär samtidigt att cannabisrus aktiverar stressaxeln. Dock förekommer motstridiga forskningsresultat om huruvida stressaxeln blir överaktiv eller underaktiv av cannabis.

### Cannabis och psykoser
Cannabis (THC) kan ibland orsaka ett negativt rus som kan övergå i förvirringstillstånd. Det är mycket individuellt hur mycket cannabis en person klarar, enligt stress - sårbarhetsmodellen. I regel går det över när cannabisruset upphör (dt vill säga inom några timmar). Det är en vedertagen uppfattning bland svenska rättsmedicinare och psykiater inom missbruksvård att cannabis kan utlösa panikattacker och även psykoser hos somliga. En uppfattning är att cannabis inte "skapar" psykosen från ingenstans, utan snarare att en latent eller vilande psykos utlöses.
Inom rättsmedicin och psykiatri är drogutlöst psykos en standarddiagnos. En psykotisk person har ett påtagligt defekt upplevande av verkligheten, oftast utan sjukdomsinsikt. I Sverige och många andra länder kan en akut psykos därför leda till tvångsinläggning på en psykiatrisk klinik.
Det finns vetenskapliga undersökningar som tyder på att cannabiskonsumtion ger en måttligt förhöjd risk för psykotiska symptom bland unga människor, medan risken ökar betänkligt hos personer som har en sårbarhet för psykoser. Det är dock inte bevisat om detta beror på att cannabis orsakar de psykotiska symptomen. Ny forskning har även visat att cannabis rik på cannabidiol (CBD) tycks motverka bieffekterna från intag av THC.
I en studie som publicerades i The Lancet i oktober 2007 med titeln "Cannabis use and risk of psychosis in later life" drar författarna slutsatsen att cannabiskonsumtion eventuellt kan öka risken för psykos med ca 40 %, och att ett återkommande användande av drogen ökar risken med 50–200 %.
I en stor studie från 2012 av svenska värnpliktiga som mönstrade 1969-70 såg man en drygt trefaldig riskökning för att insjukna i schizofrenisjukdom senare i livet bland de som angett att de använt cannabis. Dessutom sågs en påtaglig ökad risk för insjuknande i psykoser av annat slag.Sammanfattningsvis finns det ett starkt vetenskapligt stöd för att användning av cannabis ökar risken för psykosinsjuknande.

### Trafikosäkerhet
En undersökning i samarbete mellan flera franska sjukhus, publicerad 2003, jämförde förekomsten av droger hos olycksförare med förekomsten hos en kontrollgrupp som inte råkat ut för olyckor. Risken för en dödsolycka är under ruset nästan dubbelt så stor för en förare som rökt cannabis än för den som är helt nykter; jämförelsevis är den åtta och en halv gånger större om föraren är alkoholpåverkad. Om föraren var påverkad av både alkohol och cannabis ökade risken 15 gånger enligt undersökningen.

## Långvariga effekter

### Beroende
Traditionellt har cannabis inte klassats som en beroendeframkallande drog eftersom kraftiga fysiska abstinenssymtom normalt inte uppstår om användaren slutar. Emellertid har det alltid funnits cannabisberoende och från och med fjärde upplagan (1994) av American Psychological Associations standardmanual för diagnoser inom psykiatrin, Diagnostic and Statistical Manual of Mental Disorders (DSM-IV) används i manualen begreppet substansberoende (substanse dependence) för att fånga in bland annat cannabisberoende.
Substansberoende, eller cannabisberoendesyndrom (cannabis dependence syndrome), kan enligt DSM-IV finnas även om fysiologiska abstinenssymtom helt saknas.. Alla kriterier som räknas upp i DSM-IV behöver inte vara uppfyllda, det räcker med att minst tre av dem uppfyllts vid något tillfälle under de senaste 12 månaderna. Några exempel på kriterier är en toleransökning, att man brukar mer än man tänkt samt att man inte kan dra ner eller kontrollera intaget, att man förlorar kontrollen och har problem att delta i vardagliga aktiviteter och/eller fortsätter bruka trots insikt om missbrukets (negativa) sidor.
Tolkningar av en stor riksomfattande amerikansk undersökning visade att 9,1 % av alla som någon gång under sin livstid provat cannabis utvecklar beroende enligt kriterierna ovan. När det gäller dagligbrukare finns det undersökningar som något mindre än hälften uppfyller kriterierna för cannabisberoendesyndrom. De som möter kraven konsumerar generellt både mer cannabis, mer alkohol och annan narkotika än den hälft som inte upplever de negativa symptom som krävs för att kallas cannabisberoende. Cannabisberoendesyndrom är ovanligt bland dem med ett sporadiskt intagsmönster.
Man har i djurförsök vid universitetet i Nottingham lyckats skapa kraftiga abstinenssymtom vid införandet av inhibitatorer, som tränger undan cannabinoiderna från hjärnans receptorer. Resultaten är dock av tvivelaktigt värde då cannabinoida antagonister inte administreras till cannabisbrukare, utan att de istället utifrån uppbyggda reserver i fettvävnaden går en mjuklandning till mötes.
Vissa milda och kortlivade utträdessymtom verkar dock förekomma ymnigt bland långvariga konsumenter som lägger av, bland annat tremor, rastlöshet, svettningar och insomnia. Självmedicinering för att undvika dessa kan mycket väl ligga till grund för fortsatt bruk.
Den svenska psykologen och forskaren Tomas Lundqvist pekar på övergående dysfori som kan uppkomma vid avhållsamhet hos cannabismissbrukare och menar att motivationen till fortsatt bruk består i ett försök att återställa en känsla av normalitet genom det aktiva ruset.

#### "Inkörsport" till tyngre droger
Den så kallade gateway-teorin hävdar att cannabis leder till ökad risk för att börja med starkare och farligare droger (till ex. kokain, heroin). Dagens version av gateway-teorin innebär dock inte att alla som börjar med cannabis börjar med andra droger. Statens Folkhälsoinstitut publicerade 2004 en omfattande sammanställning om forskningen kring cannabis. Enligt denna "tycks [man] stå på tröskeln till att bevisa den omdiskuterade gatewayhypotesen".
Motståndarna till denna teori medger att cannabisanvändare i vissa situationer kan börja använda amfetaminer, kokain eller heroin, men om detta händer så är det antagligen inte på grund av cannabis i sig, utan omständigheterna kring cannabisbruket (till exempel inom vissa subkulturer). Motståndarna hävdar att det finns större anledning att tro att den så kallade inkörsporten beror på att cannabis är olagligt och hur samhället hanterar cannabisbruket. Förbud och förföljelse av cannabisbrukare medför att brukarna kommer i kontakt i sociala miljöer de annars inte hade kommit i kontakt med. Motståndarna till gateway-teorin hävdar således att det inte cannabis i sig som orsakar användning av tyngre droger – det är cannabisförbudet.
Enligt en undersökning utförd i Nya Zeeland i april 2006 är vanliga eller tunga cannabisanvändare associerade med en ökad risk av att använda andra illegala droger. Risken att hamna i missbruk och beroende i motsats till måttlighetskonsumtion, samt risken för att gå vidare till andra droger, minskar ju äldre de undersöka personerna var som förstagångskonsumenter. Enligt rapporterna kan detta stödja hypotesen för cannabis som en inkörsport till annat missbruk, men de egentliga mekanismerna, och till vilken grad dessa mekanismer är direkta eller indirekta, anses fortfarande vara oklart.
I Australien har man nyligen avslutat en omfattande studie av vilka som är de nya amfetaminmissbrukarna i delstaten Victoria. Studien omfattade 1943 ungdomar som man följt från 15 till 24 års ålder. 12 % av dem använde amfetamin någon gång under det år de fyllde 24, varav 1-2 % använt amfetamin minst en gång per vecka. Man testade sambanden mellan olika faktorer i deras tidigare liv och amfetaminanvändning vid 24 års ålder. Slutsatsen var att australiensiska amfetaminister ofta är blandmissbrukare. Risken att initieras i amfetaminkonsumtion och det fortsatta missbruket därav är starkt kopplat till tung konsumtion av andra droger. Enligt undersökningledaren professor Patton ligger resultaten i linje med den gängse teorin att den typiska missbrukarkarriären går från alkohol och tobak vidare till cannabis, och sedan, först när det känns komfortabelt, går vidare till andra droger.
Enligt en doktorsavhandling vid Karolinska institutet från februari 2007 får råttor, som fått THC under en period som motsvarar människans tonår, en ökad neurobiologisk känslighet för heroin och liknande droger. Försöksdjuren gavs antingen THC eller koksalt med jämna mellanrum under en livsperiod, motsvarande människans tonårsperiod. När råttorna nått vuxen ålder visade det sig att de djur som tidigare fått THC hade förändringar i hjärnområden som är starkt kopplade till känslor av belöning och välmående. De hade även ett högre heroinintag än den koksaltsbehandlade gruppen när de fick fri tillgång till drogen i experiment där de själva kunde bestämma intaget. Tidigt användande av THC hos råttorna hade dock ingen synlig inverkan på intag av en centralstimulerande drog som amfetamin.
En undersökning utförd av Institute of Medicine i USA 1999 kom fram till att det inte finns några slutgiltiga bevis för ett kausalt samband mellan cannabis effekter och påföljande användande av tunga droger. Undersökningen konstaterade också att de flesta missbrukarna av andra droger i USA hade börjat med marijuana.
En undersökning av National Household Surveys on Drug Abuse (NHSDA) visar att användare av cannabis i mycket större utsträckning missbrukar tunga droger jämfört med icke-användare. Enligt Rand Corporation kan detta förklaras på andra sätt än genom ett kausalt samband, till exempel att vissa personer är mer benägna än andra att missbruka droger i allmänhet och att de börjar med cannabis för att det är lättast att få tag på.
Dessa rapporter visar att det kan finnas ett samband mellan cannabisanvändande och missbrukandet av till exempel opium, heroin och amfetamin, men att det är osäkert om detta är ett kausalt samband eller har andra orsaker, såsom sociala. Nederländerna, som på 70-talet hade ökande problem med heroinmissbruk, legaliserade bruket av cannabis för att separera de många cannabisbrukarna från den övriga illegala handeln i ett hopp om att minska tillströmningen av heroinister. Det nederländska justitiedepartementet uppskattar att bara 0,16 procent av alla cannabisbrukare samtidigt är heroinmissbrukare, något som skulle motsäga teorin om cannabis som en inkörsport till tyngre droger. Ett annat tecken på att cannabisbruk inte med automatik leder till heroinmissbruk är att åldern på den genomsnittlige nederländske heroinisten ökar samtidigt som antalet heroinister ligger på en jämn och något sjunkande nivå.

### Påverkan på lungor
Vid långvarig konsumtion av cannabis genom rökning föreligger en kraftigt förhöjd risk för olika skador på andningsorganen som bronkit. Något som är analogt med vad man vet om konsekvenserna av tobaksrök, men som kan undvikas om man använder sig av andra metoder för intag av cannabis.

### Amotivation och cannabis
Cannabismissbruk kan leda till likgiltighet och oförmåga. Forskare har kommit att kalla letargi bland cannabisbrukare för amotivation. Amotivationssyndrom har kommit att ses som ett av huvudproblemen med cannabis och är ett av huvudargumenten för cannabismotståndare. Bland annat fruktar man en apatisk livsinställning, känslomässig utmattning och dåliga resultat i skola och på arbete. Svenska folkhälsoinstitutet gav 1994 ut skriften Haschboken, där det sägs att amotivationsymdrom  "är ett tillstånd av avtrubbning och likgiltighet. Haschrökaren lever då i sin egen värld och verkar helt enkelt vara dum. Han har svårt att uttrycka sig och tala med andra, verkar inte riktigt förstå vad som sägs och nästan ingenting fastnar i minnet."
Empirisk forskning visar dock att ytterligare faktorer, som depression och mobbning, verkar spela en stor roll för utvecklandet av amotivation. En stor långtidsstudie i delstaten Victoria, Australien av 1601 elever sammanfattades med slutsatsen att den som använder cannabis ofta i tonåren löper en ökad risk för depression och ångest. Dagligt bruk var förknippat med en mer än femfaldigt ökad risk för senare depression och ångest.
Resultatsammanställningar från laboratorieexperiment och inhämtad statistik från utbildning och arbetsliv ger inte konsekvent stöd för symptom förknippade med amotivation. Inte heller i konstruerade test för att mäta nyckelaspekter av amotivation (mål, fokus och allmän produktivitet) lyckas man påvisa några konsekventa negativa effekter av kroniskt cannabisbruk. Undersökningar har lyckats visa att det inte finns några nämnvärda skillnader alls i motivation, produktivitet eller skärpa för dagliga cannabisbrukare bland illitterat landsbygdsbefolkning, medan det vid jämförelse mellan cannabisrökande läskunnig stadsbefolkning och icke-rökare finns vissa skillnader och framför allt bland yngre användare. En amerikansk studie med 8 000 deltagare visade också att cannabisbrukare tjänar mer än icke-brukare. Andra visade dock att de också oftare fick avsked. 
Prestationerna inom utbildning varierar. I USA har high school-studenter som röker marijuana i genomsnitt lägre betyg. Men de dricker ofta mer alkohol än andra och använder i större utsträckning andra illegala droger. Många var också lågpresterande innan de började konsumera cannabis. På universitetsnivå är det tvärt om, de som konsumerar cannabis har lika bra eller bättre betyg. Det är också troligare att de tar examen än deras icke-konsumerade klasskamrater.  Forskning från Nya Zeeland som följt personer under 20 år tar upp att tonåringar som regelbundet använt cannabis innan de blivit 18 år får bestående nersatt intelligens som kvarstår även efter att de slutat att använda cannabis.
UNODC har tagit till sig forskning kring amotivation bland cannabisbrukare och ser teorin snarast som ett historiskt försök att beskriva effekterna av långvarigt cannabismissbruk. Men att det inte alltid uppkommer, mycket beroende på social och kulturell kontext samt konsumtionsnivån, gör att de gått vidare och anser att de letargiska dragen troligen kommer av ett kontinuerligt berusningstillstånd hos en del flitiga brukare. Även Statens Folkhälsoinstitut anser numer att amotivationssyndrom helt enkelt är ett uttryck för vissa effekter av kroniskt cannabisberusning som främst drabbar yngre missbrukare i urbana och intellektuellt krävande miljöer.
En nyligen publicerad studie baserad på mätningar med magnetkamera visade att även måttligt rökande av cannabis minskar storleken på delar av hjärnan som är viktiga för motivation och empati. Avvikelsen var relaterad till hur mycket personen rökte cannabis.

### Depression och ångestproblematik
En australiensisk långtidsundersökning kom fram till att det finns ett klart samband mellan tidig debut och hög konsumtion av cannabis och problem med ångest och depression. Detta oberoende av bakgrund och familjesituation. För dem som testat cannabis före 15 års ålder, och vid 21 brukade det ofta, rapporterade nästan tre och en halv gånger fler än i kontrollgruppen symtom på ångest och depression.
Kanadensiska forskare har i djurförsök kommit fram till att råttor drabbas av en ej reversibel ökning av ångest och stresskänslighet om de hade utsatts för en daglig tillförsel av cannabis vid den ålder som är råttornas motsvarighet till människans tonår. Mekanismen för att ta emot signaler mellan nervcellerna via serotonin försämras och känsligheten för stress ökar. För fullvuxna råttor som utsattes för cannabis märktes ingen förändring.
En fransk undersökning av både hög- och lågintensiva cannabiskonsumenter funna i ett slumpmässigt urval av universitetsstudenter fann dock ingen signifikant koppling mellan konsumtion av cannabis och ångest i det dagliga livet. Man kunde inte finna några bevis för att cannabis skulle kunna skapa eller bota ångest. Däremot upptäcktes det att ett betydande antal av de undersökta studiedeltagarna verkade uppleva agorafobi (torgskräck) i samband med cannabis, men det troddes inte bero direkt på cannabis utan på förväntad ångest efter tidigare panikupplevelser i sådan miljö.
Spanska forskare vid Universidad Complutense har i djurförsök visat att det endocannabinoida systemet är viktigt för humör- och sinnestillstånd. Enligt denna studie så kan det i framtiden bli aktuellt att behandla vanliga mentala problem som ångest genom att med cannabinoider påverka det endocannabinoida systemet.  
I studien har det visat sig att en mindre mängd cannabinoider har en ångestdämpande effekt samt att överdosering kan ha en störande effekt i detta system. Det endocannabinoda systemet är enormt viktigt för vår mentala hälsa vilket också har visats i forskning med knockoutmöss som genom avel fötts utan cb-receptorer.

### Cannabis och fosterskador
Man har i olika studier observerat att olika koncentrationssvårigheter, hyperaktivitet och andra inlärningssvårigheter är vanligare hos barn vars mödrar rökte cannabis under graviditeten. 
Senare forskning från Karolinska Institutet under Tibor Harkany har gjort observationer viktiga för förståelsen av fosterskador hos barn till cannabisrökande mödrar: för att hjärnans nervceller ska kunna utvecklas och växa ihop med varandra på ett korrekt sätt måste de guidas av kemiska signaler som skickas ut från omgivande nervceller. Forskarna har nu upptäckt att endogena, dvs. kroppsegna, cannabinoider spelar en oväntat viktig roll då nervcellerna i hjärnbarken slutligen kopplas ihop med varandra. Endogena cannabinoider utövar sin aktivitet genom att binda till samma receptor på hjärnans nervceller som cannabissubstansen THC binder till. En del av förklaringen kan enligt forskarna ligga i att THC leder nervcellerna vilse hos det växande fostret så att de inte kopplas ihop som de ska. Cannabis gör samma sak som de kroppsegna ämnena men vid fel tid och på fel plats.

### Cannabis och skolresultat
Tre studier i Australien och Nya Zeeland visade en tydlig dosrelaterad samvariation mellan rökning av cannabis före 17 års ålder och ökad risk för att inte fullfölja gymnasiet, ökad risk för depressioner senare i livet, ökad risk för cannabisberoende, ökad risk för användning av andra illegala droger och ökad risk för självmord.

## Kemi

### Toxicitet
THC, den huvudsakliga psykoaktiva komponenten i cannabisplantan, har mycket låg toxicitet, och mängden som kan komma in i kroppen vid användning av cannabisplantor utgör inget livshotande hot. För hundar är den minimala dödliga dosen THC över 3000 mg/kg. Enligt Merck-indexet är LD50 för THC (dosen som dödar 50 % av individerna) 1270 mg/kg för hanråttor och 730 mg/kg för honråttor vid oral administrering i sesamolja, samt 42 mg/kg för råttor vid inandning.   
Vid rökning av cannabis når THC-nivån i blodet snabbt en topp inom några minuter och sjunker sedan, även om den psykotropa effekten kvarstår längre. Ätbara former av cannabis innehåller ofta tiotals eller hundratals milligram THC, vilket är mycket mer än de 32 mg som finns i en vanlig cannabis-cigaret. Den ökande konsumtionen av ätbara cannabisprodukter har lett till en betydande ökning av antalet förgiftningar bland barn och ungdomar. Symptom hos barn kan inkludera slöhet, lugnande effekt och kramper.
Syntetisk marijuana antas vara en potentiell medverkande faktor eller direkt orsak till plötslig död på grund av den belastning den kan orsaka på hjärt-kärlsystemet eller på grund av cannabinoid hyperemesis-syndrom.  

### Cannabinoider och cannabinoidreceptorer
Cannabis innehåller mer än 120 kemiska föreningar, främst cannabinoider. De två huvudsakliga cannabinoiderna, cannabidiol (CBD) och delta-9-tetrahydrocannabinol (THC), är de mest efterfrågade och studerade av alla.
- CBD: CBD är en icke-berusande förening som är känd för sin förmåga att lugna kropp och sinne utan den karaktäristiska effekten av cannabis.
- THC: Den vanligaste föreningen i cannabis, känd för sin starka berusande effekt.[51]

Vissa sorter, noggrant utvalda och odlade med hjälp av speciella tekniker, kan innehålla upp till 34 % THC. En annan psykoaktiv cannabinoid som förekommer i Cannabis sativa är tetrahydrocannabivarin (THCV), men den finns endast i små mängder och fungerar som en antagonist till cannabinoider. 
I cannabis finns liknande föreningar som inte ger någon psykoaktiv respons, men är viktiga för dess funktionalitet: cannabidiol (CBD), en isomer av THC; cannabivarin (CBV), en analog till cannabinol (CBN) med en annan sidokedja; cannabidivarin (CBDV), en analog till CBD med en annan sidokedja; samt cannabinolsyra. Det anses att CBD reglerar metabolismen av THC genom att inaktivera enzymer i cytokrom P450, som metaboliserar droger; en av dessa mekanismer involverar bildandet av kolmonoxid (en farmakologiskt aktiv neurotransmittor) vid metabolismen av CBD. THC omvandlas snabbt till 11-hydroxy-THC, som också är farmakologiskt aktivt, vilket gör att euforin varar längre än de mätta nivåerna av THC i blodet.